# 志賀泰伸
志賀 泰伸（しが やすのぶ、1968年8月3日 - ）は、男性アイドルグループ・忍者の元メンバー。 神奈川県横浜市港北区出身。 血液型O型。 日本大学中学校卒業、日本大学高等学校中退、東京都立日比谷高等学校定時制中退。

## タレント時代の所属事務所
ジャニーズ事務所 → 天クリエイト → グランクリュ・コンサルティング（古川栄司が先に所属していた事務所） → パン・プランニング → ？ → スパイス（2000年に退社） → フリーランス

## ジャニーズ時代の参加ユニット
- Mr.ミュージック
- 少年忍者
- 少年御三家
- 忍者

## 経歴
- 1984年春、田原俊彦に憧れ、日本大学高校1年生の時にジャニーズ事務所に入所。
- 1985年、「忍者」の前身である「少年忍者」のメンバーになり、少年隊などのバックダンサーを務める。
- 1990年8月22日、「忍者」としてCDデビュー。
- 1994年7月頃、交際していた一般人女性が妊娠をした為、メリー喜多川に「結婚したい」と伝えると、「あなたは契約解除、もう忍者じゃなくていいから」と言われ、一方的に契約を解除されてしまう[1]。古川栄司と共に「忍者」脱退及びジャニーズ事務所を退所[2]。契約解除が無ければ、本人はずっとジャニーズ事務所でやって行こうと思っていた。
- その後、結婚し男児が一人生まれた。
- 俳優としてVシネマや舞台に出演する他、「グランクリュ・コンサルティング」所属時代には、後述の「D-run（デュラン）」というバンドグループも結成。ボーカルを務めていたがメンバーの事務所移籍などにより解散した。
- 2015年現在は、医療関係の仕事をしている[3]。
- 2023年5月、故・ジャニー喜多川による性加害を告白[4]。ジャニーズ性被害問題当事者の会のメンバーとして活動していたが、方針の違いのため脱退することを10月6日に発表した[5]。

## 性格・特徴
- 小学校にあがって間もなく親の勧めで剣道を始め、小学校4年生の時の大会で優勝した。
- 小学生の時に、剣道の大会で日本一になった。
- デビューしてから約2年間で、体重を10kg増やした（デビュー当時の体重が42kgと痩せ過ぎであった為）。

## 主な出演作品

### テレビドラマ
連続ドラマ
- 裸の大将 第74話「オロチに巻かれてサァ大変」（1995年、フジテレビ） - 行雄
- はぐれ刑事純情派 （1998年、テレビ朝日）
第11シリーズの第8話に、女を騙して殺されるホスト役でゲスト出演。

単発ドラマ
- 月曜ドラマスペシャル「警部補 坪内直哉〜父と娘の事件簿〜」（1998年2月、TBS）

### 映画
- 少年武道館
- トイ・ソルジャー（日本語吹き替え版ビデオにて声優出演）
- 蛾狼の群れ

### Vシネマ
- バトル・チャレンジャー/激走
- ワイルドタッチ2 パチスロ大攻略 AREX編
- ワイルドタッチ3 パチスロ大攻略 アステカ編

### ラジオ
- 少年忍者のMidnight War（文化放送）
- 忍者、ナン者、モン者!!（ABCラジオ）
- 忍者の今夜もお祭り（文化放送）
- 忍者のハート・ロック 三十分一本勝負（文化放送）

### 舞台・ミュージカル
- 「少年隊ミュージカルPLAYZONE」シリーズ（通称・プレゾン、PZ）

1. PLAYZONE "MYSTERY"（1986年）
2. PLAYZON'87 TIME-19（1987年）
3. PLAYZONE'88 カプリッチョ ―天使と悪魔の狂想曲―（1988年）
4. PLAYZONE'89 Again（1989年）
5. PLAYZONE'90 MASK（1990年）

- ブルースな日々 あぁガス欠!（1998年、新宿シアターサンモール）

## D-run
- 1995年に志賀を軸に結成された3人編成のバンドで、下北沢や恵比寿のライブハウスで活動していた。
- 「D-run」というバンド名は志賀が発案した。「Dream-run」の略で、「夢に向かって走る」という意味。読み方は「デュラン」。
  - メンバー
    - 志賀泰伸（ボーカル、最年長）
    - 今井芳継（ギター、元・「Cygnuss」のメンバー）
    - かりちゃん（キーボード、音大出身者）